# Eduardo Ximénez Cos
Eduardo Ximénez Cos fue un compositor español (Valencia, 1820-1900), patriarca de la investigación folklórico musical valenciana. Fue uno de los primeros músicos valencianos interesados en recuperar la tradición popular musical de su región.
Fue discípulo del organista P. Pérez Gascón. Entre 1839 y 1846 ocupó el cargo de organista de la parroquia de Santo Tomás y más tarde de la de San Bartolomé, escribiendo muchas piezas de género religioso. 
Escribió diversas zarzuelas, entre las que destacan “El barbero de Alcalá”, “Capuchín en Catarroja”, “La sigarrera”, “La conspiración femenina” y “La casa del diablo”, y la ópera “Werther”. 
Es también interesante su producción religiosa y una colección manuscrita de cantos populares valencianos datada en 1873 que fue premiada en la Exposición Universal de Viena.
- Datos: Q5819821